# Kanybek Osmonaliyev
Kanybek Osmonaliyev (né le 19 novembre 1953 à Frunze) est un haltérophile soviétique.

## Carrière
Kanybek Osmonaliyev participe aux Jeux olympiques de 1980 à Moscou et remporte la médaille d'or dans la catégorie des poids mouches.